# هجوم المسلحين على خانكالا (2001)
هجوم المسلحين على خانكالا (2001) هي غارة مسلحة من المسلحين هدفها إرهاب قوات الأمن والمدنيين والقوات الفيدرالية، فضلا عن زعزعة الاستقرار العامة في المنطقة.

## مسار الأحداث
وقعت المعركة في محيط قرية خانكالا وبدأت في 25 يونيو 2001 حوالي الساعة 8:00 مساءً بالتوقيت المحلي. وكان عدد المسلحين حوالي 35 شخصا. كانوا مسلحين بالأسلحة النارية الخفيفة وقاذفات القنابل. واضطرت القوات الاتحادية لاستخدام المدفعية وطيارتين مروحيتين. ونتيجة للهجوم المضاد، أصيب جميع المسلحين أو قُتلوا في ساحة المعركة، وتم العثور على رسائل، وقعها الرئيس أصلان مسخادوف حيث كان لديهم مطالب بسحب القوات من الشيشان وإلا، فقد هددوا «ببدء أعمال قتالية وإرهابية نشطة».

## التقييمات والآراء
وفقا لمساعد الرئيس الروسي سيرغي ياسترجمبسكي:
إن هجوم المتطرفين على خانكالا يشبه بادرة مسرحية، حيث لم تكن لديهم القوات والوسائل اللازمة منذ وقت طويل... بالفعل، فإن المعلومات التي يزعم أن المسلحين كانوا يعتزمون فيها صد جثة القائد المقتول هي فكرة سخيفة لنفس السبب.